# 2015 v loďstvech
Tento článek obsahuje významné události v oblasti loďstev v roce 2015.

## Události

### Leden
2. ledna
- Islandská hlídková loď ICGV Týr dotáhla do jihoitalského přístavu u Corigliano Calabro nákladní loď na přepravu dobytka MV Ezadeen (IMO 6614279; 2329 dwt) plující pod sierraleonskou vlajkou. Neřízená Ezadeen s 360 syrskými uprchlíky na palubě driftovala v Jónském moři poté, co jí došlo palivo a převaděči utekli.[1]

2. či 3. ledna
- V průlivu Pentland Firth mezi Skotskem a Orknejemi se v bouři převrátila a potopila německá nákladní loď MV Cemfjord (IMO 8403569; 2318 dwt) plující pod kyperskou vlajkou. Všech osm členů posádky je nezvěstných. Pátrání pobřežní stráže po posádce bylo zastaveno 4. ledna.[2][3]

3. ledna
- V Solentské úžině mezi Southamptonem a ostrovem Wight najela na mělčinu nákladní loď pro přepravu automobilů MV Höegh Osaka (IMO 9185463; 16 886 dwt) plující pod singapurskou vlajkou. V noci na 5. ledna dosáhl náklon 52 °. Všech 24 členů posádky a lodivoda zachránila pobřežní stráž. Na palubě lodi plující ze Southamptonu do Bremerhavenu bylo přibližně 1400 automobilů, včetně asi 1200 Jaguarů a Land Roverů v hodnotě přes 35 milionů liber určených pro střední východ.[4]

4. ledna
- Dva proudové letouny libyjského letectva, věrné vládě v Tobruku, zaútočily u východolibyjského přístavu Darná na tanker Araevo (IMO 9009009; 28 610 t) patřící řecké společnosti a plující pod liberijskou vlajkou. Podle BBC byli dva členové posádky zabiti a dva zraněni. Podle mluvčího libyjské armády byl tanker podezřelý z přepravy posil do přístavu, ovládaného islamisty. Podle Libyjské národní těžařské společnosti ale pouze převážel palivo a vláda byla o jeho připlutí informována.[5]

### Únor
22. února
- Na řece Padma v Bangladéši se po srážce s trajektem, či nákladní lodí, převrátil a potopil přívoz se sto lidmi na palubě. Záchranáři našli nejméně 33 těl.[6]

23. února
- Indie objednala stavbu celkem sedmi fregat Projektu 17A. Čtyři přitom postaví loděnice Mazagon Docks v Bombaji a tři loděnice Garden Reach Shipbuilders and Engineers v Kalkatě.[7]

### Březen
26. března
- Egypt vyslal čtyři válečné lodě do Adenského zálivu. Jedná se o část sil, které Egypt poskytl pro Saúdy vedenou intervenci v Jemenu.[8]

28. března
- Dvě lodě saúdského královského námořnictva, podporované letectvem a speciálními jednotkami, evakuovaly 86 saúdských a zahraničních diplomatů z jemenského Adenu.[9]

29. až 30. března
- Čínská fregata Lin-i (547) (a možná některá další plavidla) evakuovala 600 čínských a 225 cizinců z Adenu do Džíbútí. Pro námořnictvo Čínské lidové osvobozenecké armády to je podruhé, co provedlo evakuaci vlastních občanů a poprvé, co se zapojilo do evakuace cizích státních příslušníků.[10]

30. března
- Pravděpodobně egyptské válečné lodě ostřelovaly kolonu hútíú a pro-sálihovských loajalistů, která postupovala k jemenskému Adenu.[11]

31. března
- Indická oceánská hlídková loď INS Sumitra (P 60) vplula do adenského přístavu a evakuovala 349 Indů. Operaci komplikovaly probíhající nálety na Aden. Druhého dne Sumitra vyložila evakuované v Džibuti. Do další evakuace indických pracovníků (kterých bylo asi 3500) zastižených válkou v Jemenu byly vyslány i torpédoborec INS Mumbai (D62) a fregata INS Tarkash (F46).[12]

### Duben
7. dubna
- Během modernizace prováděné v loděnici v Severodvinsku došlo k požáru na jaderné ponorce projektu 949 Granit Orel (K-266).[13]

25. dubna
- V Indickém oceánu, 700 námořních mil od Mauricia, došlo k explozi v nákladovém prostoru kontejnerové lodě Maersk Londrina (99 778 dwt; IMO 9527037), která plula z Malajsie do Brazílie. Nikdo z posádky nebyl zraněn a poškozená loď doplula 27. dubna do Port Louis.[14]

28. dubna
- Italskou společností Atlantica di Navigazione vlastněný trajekt Sorrento (7150 dwt; IMO 9264312) zachvátil požár přibližně 35 mil od Palma de Mallorca. Trajekt plul z Palma de Mallorca do Valencie. Všech 156 lidí na palubě bylo evakuováno.[15]
- Kontejnerová loď MV Maersk Tigris (62 292 dwt; IMO 9694581), patřící dánské společnosti Maersk a plující pod vlajkou Marshallových ostrovů, byla v Hormuzském průlivu zadržena íránskými hlídkovými čluny. Důvodem zadržení byly spory mezi íránským Oil Products Company a dánským vlastníkem plavidla. Dne 7. května byla Maersk Tigris propuštěna.[16]

### Květen
1. května
- Na kontejnerové lodi Hanjin Green Earth (140 700 dwt; IMO 9503732), plující pod britskou vlajkou, vypukl požár. K požáru došlo, když Hanjin Green Earth proplouvala Suezským průplavem do Středozemního moře.[17]

2. května
- Singapurský tanker Ocean Energy (6500 dwt; IMO 9589580) byl v Malackém průlivu přepaden piráty. Po odčerpání asi 2000 tun ropných produktů, rozbití vysílačky a okradení posádky byl tanker druhého dne propuštěn.[18]

7. května
- Itálie objednala u konsorcia společností Fincantieri a Finmeccanica stavbu šesti hlídkových lodí nové třídy a jednoho podpůrného plavidla. Hodnota kontraktu dosáhla 3,5 miliardy Euro.[19]

### Červen
1. června
- V přibližně 21:30 místního času (13:30 GMT) se na řece Jang-c’ v okrese Ťien-li (Ťing-čou) převrátila vyhlídková loď MV Tung-fang č'-sing (东方之星; pchin-jin: Dōng Fāng Zhī Xīng; IMO: n/a; MMSI: 413800469) se 456 lidmi na palubě (405 cestujících, pět průvodců a 46 členů posádky). Během prvního dne záchranných prací se podařilo zachránit čtrnáct lidí včetně kapitána.[20] Do 5. června, kdy byla Tung-fang č'-sing znovu napřímena, se podařilo vyprostit 97 těl.[21]

4. června
- Pod malajskou vlajkou plující tanker Orkim Victory (7119 dwt; IMO: 9420095) byl u malajských břehů přepaden piráty. Ti odtáhli tanker k Pulau Aur, kde během následujících sedmi hodin z tankeru přečerpali 770 tun nafty do vlastního tankeru. Po rozbití vysílačky a okradení posádky piráti tanker opustili přibližně 10,4 námořních mil (19,26 km) jiho-jihozápadně od ostrova Aur.[22]

11. června
- Přibližně ve 20:50 místního času se přibližně 30 námořních mil (55,6 km) východně od malajsijského Tanjung Sedili (Johor) ztratil pod malajskou vlajkou plující tanker Orkim Harmony (7301 dwt; IMO: 9524671 – sesterská loď Orkim Victory) s posádkou 22 mužů. Tanker přepravoval 6000 t benzínu (RON 95). Do pátrání po zmizelém tankeru se (ke 14. 6.) vedle malajsijské pobřežní stráže (MMEA) zapojilo i 150 mužů malajsijského královského námořnictva, oceánská hlídková loď KD Terengganu (F174) a raketové čluny KD Pendekar a KD Ganyang (3504).[22][23]

30. června
- do Vietnamu byla dodána čtvrtá ze šesti objednaných konvenčních ponorek projektu 636M. Uzavření celého kontraktu je plánováno na rok 2016.[24]

### Červenec
1. července
- Itálie objednala u konsorcia společností Fincantieri a Finmeccanica stavbu nové obojživelné výsadkové lodě (LDH – landing helicopter dock). Ve službě doplní plavidla třídy San Giorgio. Hodnota kontraktu dosáhla 1,1 miliardy Euro. Plavidlo má být spuštěno do roku 2019 a dokončeno do roku 2022.[25]

2. července
- Ruské námořnictvo oznámilo, že do konce roku 2015 bude založen kýl první z celkem 18 plánovaných malých korvet projektu 22800.[26]

7. července
- Ruské námořnictvo objednalo stavbu celkem čtyř tankerů projektu 03182 specializovaných pro službu v Arktidě.[27]

18. července
- Americké námořnictvo a pobřežní stráž zadrželi ve východním Pacifiku pašerácký poloponorný člun převážející 16 870 liber kokainu.[28]

31. července
- U japonského ostrova Hokkaidó vypukl požár na trajektu Sunflower Daisecu (IMO 9236705; 6277 dwt). Při požáru zahynul navigační důstojník.[29]

### Srpen
3. srpna
- Ve vietnamské pobočce loděnice Damen Group byla na vodu spuštěna výsadková loď typu RoRo 5612 pro bahamské královské námořnictvo.[30]

6. srpna
- Egypt oficiálně otevřel novou 72 kilometrů dlouhou větev Suezského průplavu, která zrychlí cestu průplavem asi o polovinu.[31]
- Irské námořní plavidlo LÉ Niamh (P52) zachránilo ve Středozemním moři 367 migrantů z převrácené rybářské lodi, jejíž ztroskotání nepřežilo kolem 200 lidí.[32]
- Austrálie oznámila plán, investovat v následujících 20 let 65 miliard dolarů do stavby nových válečných lodí a ponorek v domácích loděnicích. Stavba nových oceánských hlídkových lodí (projekt SEA1180) ma začít roku 2018 a stavba nových fregat (projekt SEA5000) do roku 2020.[33]

17. srpna
- Jihokorejská loděnice Daewoo Shipbuilding & Marine Engineering (DSME) byla vybrána jako dodavatel nové záchranné lodě pro ponorky ASR-II. Ve službě doplní záchranné plavidlo Cheonghaejin.[34]

### Září
23. září
- Francie a Egypt uzavřeli dohodu o prodeji dvou vrtulníkových výsadkových lodí třídy Mistral, které byly loděnicí DCNS původně postaveny pro ruské námořnictvo a jejich předání bylo zrušeno s odvoláním na ruské angažmá ve válce na Ukrajině.

30. září
- Finské ministerstvo obrany potvrdilo zbrojní program Flotilla 2020. Raketové čluny třídy Rauma a minolovky třídy Hämeenmaa ukončí svůj životní cyklus v polovině 20. let 21. století. Nahradí je čtyři víceúčelové jednotky, jejichž začne v letech 2015–2018.[35]

### Říjen
1. října
- Kontejnerová loď El Faro (IMO 7395351; 17915 dwt) se potopila během hurikánu Joaquin přibližně 35 mil severovýchodně od Crooked Island na Bahamách. Ze 33členné posádky se nikdo nezachránil. Během pátrací akce, která byla zastavena 8. října, se podařilo najít pouze prázdné záchranné prostředky a jedno tělo.[36]

7. října
- Čtyři raketonosná plavidla ruské Kaspické flotily – fregata Dagestán (693) Projektu 11661K a korvety Grad Svijažsk, Uglič a Velikij Ustjug Projektu 21631 – odpálila celkem 26 střel s plochou dráhou letu 3M-14T Kalibr na cíle v Islámským státem kontrolované části Sýrie. Střely po odpalu z jižní části Kaspického moře letěly přibližně 1500 kilometrů k cílům v Sýrii přes vzdušný prostor Íránu a Iráku.[37]

18. října
- Čtrnáct lidí zemřelo po převrácení přetížené výletní lodi Ivolga (MMSI: 272124700) u Oděsy. Loď se vracela z rybářského výletu na Dněsterském limanu.[38]

### Listopad
1. listopadu
- Itálie rozšířila svou objednávku z května 2015 na stavbu šesti hlídkových lodí od konsorcia společností Fincantieri a Finmeccanica o sedmou jednotku. Do služby mají plavidla vstupovat od roku 2021.[39]

20. listopadu
- Válečné lodě ruské Kaspické flotily – fregata Dagestán (693) Projektu 11661K a korvety Grad Svijažsk, Uglič a Velikij Ustjug Projektu 21631 – odpálily dalších 18 střel s plochou dráhou letu 3M-14T Kalibr na cíle v Islámským státem kontrolované části Sýrie.[40]

### Prosinec
7. prosinec
- Rusko oznámilo, že prototypová jednotka plánované nové třídy torpédoborců projektu 23560 (jinak též třída Lider) bude pojmenována Jevgenij Primakov. První informace o zamýšlené stavbě této třídy byla zveřejněna v polovině roku 2015, přičemž k založení kýlu první jednotky by mohlo dojít někdy v letech 2018–2019.[41]

8. prosinec
- Ve Středozemním moři plující ponorka Rostov na Donu (B-237) odpálila několik střel s plochou dráhou letu 3M-14 Kalibr PL (zveřejněné video ukazuje odpal čtyř střel z ponořené ponorky) na cíle v Rakka.[42]

11. prosinec
- Do roku 2020 má Rusko získat tři nové ledoborce s jaderným pohonem projektu 22220.[43]

15. prosinec
- Marocké královské námořnictvo objednalo u nizozemské loděnice Damen Group pět rychlých člunů typu Damen Interceptor 1503. Dodány budou roku 2016.[44]

21. prosinec
- Italská loděnice Fincantieri se dohodla s indickou loděnicí Mazagon Dock Limited na spolupráci při vývoji nové generace indických fregat projektu 17A, které jsou další evolucí třídy Shivalik.[45]

26. prosinec
- Během cvičení Íránských revolučních gard v oblasti Hormuzského průlivu jeden z íránských člunů vystřelil salvu neřízených raket, které prolétly 1500 yardů (1371,6 m) od proplouvající letadlové lodě USS Harry S. Truman. Američtí vojenští představitelé označili incident za „zbytečně provokativní a nebezpečný“.[46]

31. prosinec
- International Organization for Migration odhaduje, že během roku 2015 zahynulo na moři celkem 5350 migrantů – z toho 3771 ve Středozemním moři. Středomořskou cestou do Evropy připlulo 1 003 124 migrantů.[47]

## Lodě vstoupivší do služby
- 5. ledna –  Čolpuk (FFG-813) – fregata třídy Inčchon

- 7. ledna –  Mitla (PC-334) – hlídková loď třídy Tenochtitlan

- 23. ledna –  Pchan-š’ (AOE-532) – rychlá bojová zásobovací loď

- 24. ledna –  USCGC William Trump (WPC-1111) – kutr třídy Sentinel

- 9. února –  Tchaj-jüan (153) – torpédoborec typu 052C

- 19. února –  Centenary (F91) – oceánská hlídková loď třídy Centenary

- 19. února –  Prosperity (A497) – oceánská hlídková loď třídy Emer

- 19. února –  Okpabana (F92) – oceánská hlídková loď třídy Hamilton

- 19. února –  Sagbama (P184) – hlídková loď typu 62/třídy River Town

- 7. března –  Damávand (77) – fregata třídy Moudž

- 9. března –  Kokurjú (SS-506) – ponorka třídy Sórjú

- 11. března –  KRI Rigel (933) – výzkumná loď

- 12. března –  MCGS Barracuda – oceánská hlídková loď

- 23. března –  U-35 (S185) – ponorka typu 212B

- 25. března –  Izumo (DDH-183) – vrtulníkový torpédoborec třídy Izumo

- 28. března –  Kalaat Béni Abbès (474) – výsadková loď

- 28. března –  USCGC Isaac Mayo (WPC-1112) – kutr třídy Sentinel

- 31. března –  Tchuo-ťiang (PGG-618) – korveta třídy Tchuo-ťiang

- 31. března –  Al-Seeb (Z 20) – oceánská hlídková loď třídy Al-Ofouq

- 13. dubna –  USNS Trenton (JHSV-5) – rychlá transportní loď třídy Spearhead

- 28. dubna –  Carabiniere (F 593) – fregata třídy FREMM

- 28. dubna –  TNS Mwitongo (P77) a TNS Msoga (P78) – hlídkové lodě typu 037IS (třída Haiqing)[48]

- 29. dubna –  Zr. Ms. Karel Doorman (A833) – víceúčelová podpůrná loď

- 30. dubna –  HMBS Rolly Gray (P424) – hlídková loď Damen Stan Patrol 4207

- 6. května –  Pollux (P902) – hlídková loď třídy Castor

- 23. května –  Jantar – hydrografická výzkumná loď projektu 22010[49]

- 3. června –  3× výloďovací člun třídy Jehu

- 10. června –  M. Fahmy (684) a A. Gad (685) – raketové čluny třídy Ambassador MK III

- 12. června –  USNS Lewis B. Puller (T-ESB-4) – pomocná loď třídy Montford Point

- 17. června –  KRI Teluk Bintuni (520) – tanková výsadková loď třídy Teluk Bintuni

- 20. června –  USCGC Richard Dixon (WPC-1113) – kutr třídy Sentinel

- 23. června –  Tahya Misr (1001) – fregata třídy FREMM

- 25. června –  B-262 Stary Oskol – ponorka projektu 636.3

- červenec –  Imvubu – remorkér typu Damen ATD Tug 2909[50]
- 23. července –  Uxmal (PC-335) – hlídková loď třídy Tenochtitlan

- 24. července –  BRP Batak (AT 299) a BRP Ivatan (AT 298) – výsadkové čluny třídy Balikpapan – původně HMAS Brunei (L 127) a HMAS Tarakan (L 129).

- 30. července –  Le Bouclier (P 1402) – rychlý hlídkový člun třídy RPB 33

- 1. srpna –  USS John Warner (SSN-785) – ponorka třídy Virginia

- 8. srpna –  USCGC James (WMSL-754) – kutr pobřežní stráže třídy Legend

- 12. srpna –  Čchang-ša (173) – torpédoborec typu 052D

- 1. září –  LÉ James Joyce (P62) – oceánská hlídková loď třídy Samuel Beckett

- 23. září –  RV Neil Armstrong (AGOR-27) – výzkumná loď třídy Neil Armstrong

- 30. září –  INS Kochi (D 64) – torpédoborec třídy Kolkata

- 9. října –  INS Astradharini (A 61) – pomocná loď[51]

- 16. října –  USCGC Heriberto Hernandez (WPC-1114) – kutr třídy Sentinel

- listopad –  Adhafer (920) – korveta třídy Adhafer

- 5. listopadu –  B-265 Krasnodar – ponorka projektu 636.3

- 11. listopadu –  Sorie Ibrahim Koroma – výzkumná loď[52]

- 21. listopadu –  USS Milwaukee (LCS-5) – Littoral Combat Ship třídy Freedom

- 23. listopadu –  Taijin (PC-336) – hlídková loď třídy Tenochtitlan

- 2. prosince –  Aquitaine (D650) – fregata třídy FREMM

- 5. prosince –  USS Jackson (LCS-6) – Littoral Combat Ship třídy Independence

- 12. prosince –  Che-fej (174) – torpédoborec typu 052D

- 18. prosince –  Akademik Kovalev – pomocná loď projektu 20181

- 24. prosince –  Sin Phyu Shin (F14) – fregata třídy Aung Zeya

- 24. prosince –  1701 až 1706 – výsadkové čluny třídy 1701

- 27. prosince –  Tung-pching-chu (960) – zásobovací loď typu 903A[53]

- 28. prosince –  Chaj-ping 722 – ledoborec typu 272